# Shahab-3
Shahab-3 (en persa شهاب-۳, Meteoro-3) es un misil balístico de medio alcance desarrollado por Irán, basado en el Nodong-1. Inicialmente, podía alcanzar 1.300 km, siendo su alcance luego ampliado hasta los 2.000 km. Los proyectos previos fueron el Shahab-1 y Shahab-2. El ministerio de defensa iraní negó que su país piense desarrollar la cuarta versión.